# Rudný potok (přítok Úpy)

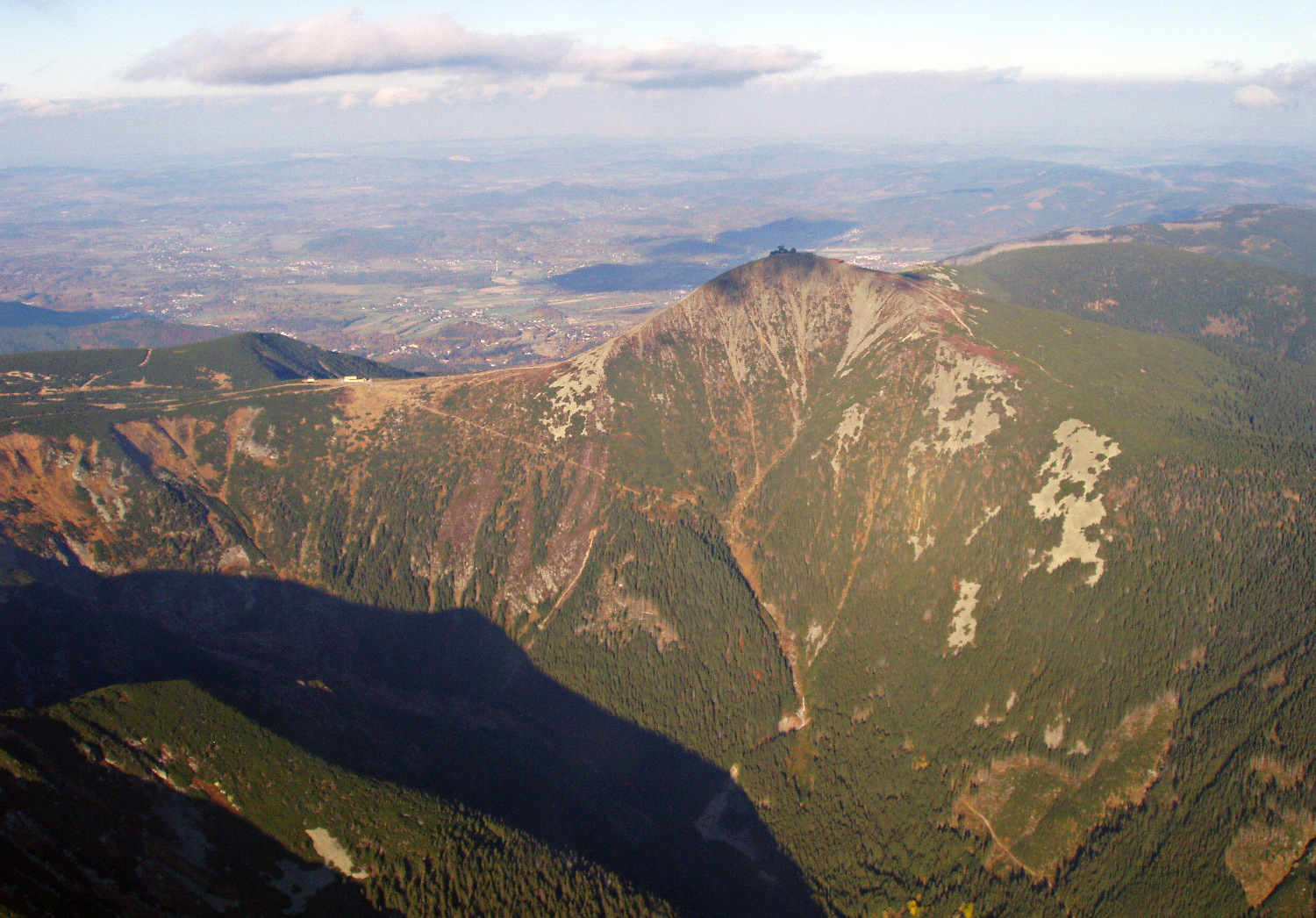

Rudný potok (německy Koppen Bach) je malý vodní tok v Obřím dole v Krkonoších v nejpřísněji chráněné oblasti Krkonošského národního parku. Pramení na jihozápadním svahu nejvyšší české hory Sněžky v nadmořské výšce 1555 m. Ústí do řeky Úpy v nadmořské výšce 993 metrů. Tok se nachází v lavinové zoně zvané Rudník či Rudná rokle. Po celou dobu teče přibližně jihozápadním směrem svahem Sněžky. Délka činí 1,17 km. Povodí zaujímá asi 0,6 km². Při modré turistické značce vedoucí z Pece pod Sněžkou na Slezskou boudu se bezprostředně u místa, kde překonává tok, se nachází budova vodárny z roku 1912, která sloužila k zásobování vrcholu Sněžky vodou.

#### Galerie
- http://foto.mapy.cz/original?id=183027
- http://foto.mapy.cz/original?id=110621
- http://foto.mapy.cz/original?id=95815